# 福氏鉤潛魚
福氏鉤潛魚為輻鰭魚綱鼬魚目鼬魚亞目隱魚科的其中一種，分布於印度太平洋區，從南非至夏威夷群島海域，棲息深度1-30公尺，體長可達10公分，為底棲性魚類，會寄生在珍珠貝、牡蠣，屬肉食性，以甲殼類及多毛類為食，罕見。